# Chthoneis bowditchi
Chthoneis bowditchi es un coleóptero de la familia Chrysomelidae.
Fue descrita científicamente en 1965 por Wlicox.